# Bill Daniel
William Partlow „Bill“ Daniel (* 20. November 1915 in Dayton, Texas; † 20. Juni 2006 in Liberty, Texas) war ein US-amerikanischer Politiker. In den Jahren 1961 und 1962 war er Gouverneur von Guam.

## Werdegang
Bill Daniel war der jüngere Bruder von Price Daniel (1910–1988), der sowohl Gouverneur als auch US-Senator für Texas war. Er studierte unter anderem an der Baylor University. Nach einem Jurastudium und seiner Zulassung als Rechtsanwalt begann er für die meiste Zeit seines Lebens im heimischen Liberty County in diesem Beruf zu arbeiten. Außerdem diente er während des Zweiten Weltkrieges in der United States Army. Danach schlug er als Mitglied der Demokratischen Partei eine politische Laufbahn ein. Zwischen 1949 und 1953 war er Abgeordneter im Repräsentantenhaus von Texas.
Nach dem Rücktritt von Joseph Flores als Gouverneur von Guam wurde Daniel von Präsident John F. Kennedy zu dessen Nachfolger ernannt. Dieses Amt übte er zwischen dem 20. Mai 1961 und seinem Rücktritt am 15. Dezember 1962, nach anderen Quellen am 20. Januar 1963, aus. In dieser Zeit setzte er sich erfolgreich für die Aufhebung der noch aus dem Jahr 1941 stammenden Einreisebeschränkungen nach Guam ein. Bis dahin musste jede Reise in das Gebiet von der United States Navy genehmigt werden. Daniel überzeugte Präsident Kennedy, diese einst von Präsident Franklin D. Roosevelt angeordnete Maßnahme aufzuheben. Das förderte auch den Tourismus. 1960 spielte er in John Waynes patriotischem Alamo-Film eine Rolle.
Nach dem Ende seiner Zeit als Gouverneur kehrte William Daniel nach Texas zurück. Dort war er wieder als Rechtsanwalt tätig. Außerdem betrieb er eine Ranch. Für den John-Wayne-Film Alamo stellte er 400 Rinder für Filmaufnahmen zur Verfügung; außerdem spielte er im Film selbst eine Nebenrolle. Er starb am 20. Juni 2006 in Liberty.